# Martin Nicol

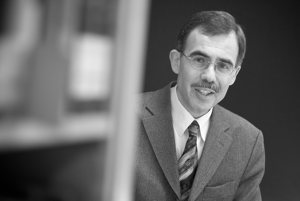
Martin Nicol

Martin Nicol (* 3. März 1953 in München) ist ein deutscher evangelisch-lutherischer Theologe. Er ist Pfarrer der bayerischen Landeskirche (ELKB) und seit 1995 Professor für Praktische Theologie an der Friedrich-Alexander-Universität Erlangen-Nürnberg (FAU). Seine Schwerpunkte liegen im Bereich Homiletik, Liturgik und Poimenik.

## Leben
Martin Nicol wurde 1953 als Sohn eines Pfarrers und Kirchenmusikers in München geboren. Von 1972 bis 1978 studierte er Evangelische Theologie in Erlangen, Tübingen, Rom und Toulouse. Parallel zu seinem Grundstudium legte Nicol 1975 die C-Prüfung an der Kirchenmusikschule in Esslingen ab. 
Im Anschluss daran war Martin Nicol bis 1982 als Assistent am Institut für Neues Testament in Erlangen (Lehrstuhl Jürgen Roloff) tätig. Währenddessen war er vor allem für Griechischkurse der Theologiestudierenden zuständig und arbeitete an seiner Dissertation über „Meditation bei Luther“. 1983 wurde Martin Nicol promoviert.
Nach dem Vikariat in einer Kirchengemeinde in Nürnberg-Großreuth kehrte er als Akademischer Rat nach Erlangen zurück, an das Institut für Systematische Theologie (Lehrstuhl Friedrich Mildenberger) und habilitierte sich 1989 im Fach Praktische Theologie mit „Gespräch als Seelsorge“. Neben seiner universitären Tätigkeit absolvierte er während dieser Zeit eine Grundausbildung in Logotherapie und Existenzanalyse nach Viktor E. Frankl in Wien und einen sechswöchigen Kurs in Klinischer Seelsorgeausbildung (KSA) in Bamberg.
Von 1989 bis 1994 war er als Privatdozent an der FAU tätig. Parallel dazu arbeitete er als Pfarrer im Dekanat Erlangen (1990–1992) und im Katechetischen Amt in Heilsbronn (heute Religionspädagogisches Zentrum) Heilsbronn (1992–1994). Im Frühjahr 1994 übernahm Martin Nicol eine Lehrstuhlvertretung am Protestantisch-Theologischen Institut in Hermannstadt (Rumänien). Im Anschluss daran absolvierte er das Programm „Doctor of Ministry in Preaching“ in Chicago/USA (Association of Chicago Theological Schools).
Seit 1995 hat Martin Nicol den Lehrstuhl für Praktische Theologie am Fachbereich Theologie der FAU inne, wo er bis heute lehrt. Im März 2001 war er Gastdozent an der Facoltà Valdese di Teologia der Waldenser in Rom. Im selben Jahr lehnte er den Ruf auf die C4-Professur für Praktische Theologie mit Schwerpunkt Homiletik und Liturgik an die Johannes Gutenberg-Universität Mainz (Nachfolge Rainer Volp) ab.
Martin Nicol ist verheiratet und hat drei Kinder.

## Lehre und Forschung
Für Martin Nicol vollzieht sich Praktische Theologie zwischen Ereignis und Kritik, zwischen Wahrnehmung und Reflexion. Aus diesem Grund ist seine Lehrtätigkeit an der Hochschule stets geprägt von einer experimentellen Suchbewegung hin zur Praxis. 

### Praktische Theologie – klassisch
Homiletik – Einander ins Bild setzen
Inspiriert von seinen Forschungsaufenthalten an der Chicago Theological School und der New-Homiletic-Strömung entwickelte Nicol die Dramaturgische Homiletik. Mit Studierenden und in der eigenen Predigtpraxis erprobte er diesen neuen homiletischen Ansatz und beschrieb seine Grundeinsichten 2002 in der Monographie „Einander ins Bild setzen“. Darin wird das Leitbild der Dramaturgischen Homiletik dargelegt. Bereits 2005 wurde das Buch in zweiter Fassung in Deutschland aufgelegt und ins Ungarische und Finnische übersetzt.
Im selben Jahr erschien das Praxisbuch zur Dramaturgischen Homiletik „Im Wechselschritt zur Kanzel“, das Martin Nicol gemeinsam mit Alexander Deeg erarbeitet hat. Darin werden die grundlegenden Einsichten dieses homiletischen Ansatzes anhand von Praxisbeispielen näher erläutert. 
Außerdem engagierte er sich bei der Gründung des „Atelier Sprache e. V.“ am Theologischen Zentrum der Evangelisch-Lutherischen Kirche in Braunschweig im Jahr 2002 und gibt seitdem dort regelmäßig Fortbildungen.
Von 2007 bis 2011 verantwortete Martin Nicol als Schriftleitung die Göttinger Predigtmeditationen, für die er auch zahlreiche Beiträge selbst verfasste.
Um die didaktische Arbeit in der homiletischen Aus-, Fort- und Weiterbildung zu fördern, initiierte Martin Nicol 2010 gemeinsam mit Alexander Deeg und dem Gottesdienst-Institut der ELKB das Projekt „Predigital“. Darin finden sich Predigten in Text, Ton und Bild, die mit Hilfe der Dramaturgischen Homiletik analysiert und für die didaktische Verwendung aufbereitet werden. Der Predigtpreis der Deutschen Wirtschaft unterstützt seit 2012 das Projekt als Sponsor.
Seit dem 1. Oktober 2015 hat Martin Nicol das Amt des Universitätspredigers der Friedrich-Alexander-Universität Erlangen-Nürnberg inne.
Liturgik – Weg im Geheimnis
Im Jahr 2009 veröffentlichte Martin Nicol die Monographie „Weg im Geheimnis. Plädoyer für den Evangelischen Gottesdienst“. Ausgehend von Beobachtungen in Sonntagsgottesdiensten stärkt Nicol darin den Gottesdienst als Ort, an dem sich "Gotteszeit" und "Weltzeit" begegnen. Die Aufgabe des Liturgen beschreibt Nicol als „Liturgische Zeitkunst“, d. h. die Gestaltung der Differenz zwischen den beiden Zeiten.
Regelmäßig hält Nicol hierzu Fortbildungen und Impulstage für Pfarrer, z. B. am Gottesdienst-Institut Nürnberg.
Poimenik – Gespräch als Seelsorge
Martin Nicol absolvierte die Klinische Seelsorgeausbildung (KSA) im Jahr 1986 und engagierte sich in der „Interseel“, der ständigen Konferenz der mit Seelsorgeausbildung und -fortbildung befassten Einrichtungen in der Evangelisch-Lutherischen Kirche in Bayern. 1989 habilitierte er sich mit der Monographie „Gespräch als Seelsorge“, in der er den Wert des seelsorglichen Gesprächs bei einfachen Begegnungen am Gartenzaun betont.

### Praktische Theologie – im Fokus der Künste
Literatur
Im Jahr 1995 initiierte Nicol das Forschungsprojekt „Biblische Spuren in der deutschsprachigen Lyrik nach 1945“ an seinem Lehrstuhl. Sein anhaltendes Interesse an dieser Arbeit ließ daraus ein Langzeitprojekt werden. In einer Internet-Datenbank werden die biblischen Spuren, die in den Gedichten identifiziert werden können, erfasst. Die Ergebnisse können online abgerufen werden. Mit Hilfe dieses Projektes wird das vielfältige Wechselspiel von Bibel und Lyrik für Forschung und Lehre erhellt.
Martin Nicol bietet zum Thema „Bibel & Lyrik“ Lehrveranstaltungen an, hält Vorträge (z. B. über „bildung evangelisch“) sowie Fortbildungen für Pfarrer (z. B. über das Gottesdienst-Institut Bayern).
Im Dezember 2005 war Nicol eines der Gründungsmitglieder des Interdisziplinären Zentrums Literatur und Kultur der Gegenwart an der FAU.
Musik
Neben der Literatur spielt die Musik in der Arbeit von Martin Nicol eine wichtige Rolle: Mit den Wechselspielen von Musik und Seelsorge, Musik und Predigt, Musik und Gottesdienst beschäftigt er sich in zahlreichen Aufsätzen.
Außerdem bewegt ihn seit 2008 die Frage nach der religiösen Rezeption von Beethovens Klaviersonaten seit dem 19. Jahrhundert. Dazu verbrachte er mehrere Forschungsaufenthalte im Beethoven-Haus in Bonn. Erste Einsichten präsentierte er in Vorträgen (z. B. Festvortrag zum zehnjährigen Gründungsjubiläum des Ateliers Sprache e. V.) und Vorlesungen.

## Publikationen (in Auswahl)
- Engel im Kaffeehaus. Zur Schriftauslegung durch Lyrik. In: Hans Klein, Berthold W. Köber u. Egbert Schlarb (Hrsg.): Kirche – Geschichte – Glaube. FS Hermann Pitters, Erlangen 1998, 310–319.
- Einander ins Bild setzen. Dramaturgische Homiletik. Göttingen 2002. (2. Aufl. 2005).
- Ereignis und Kritik. Praktische Theologie als hohe Schule der Gotteskunst. In: ZThK 99 (2002), 226–238.
- Gespräch als Seelsorge. Theologische Fragmente zu einer Kultur des Gesprächs. Göttingen 1990. (= Habilitationsschrift).
- Gottesklang und Fingersatz. Beethovens Klaviersonaten als religiöses Erlebnis. Bonn 2015.
- Grundwissen Praktische Theologie. Ein Arbeitsbuch. Stuttgart u. a. 2000.
- Ich stehe fertig und bereit. Klangrede als Seelsorge. In: Manfred Josuttis, Heinz Schmidt u. Stefan Scholpp (Hrsg.): Auf dem Weg zu einer seelsorglichen Kirche. Theologische Bausteine. FS Christian Möller, Göttingen 2000, 72–84.
- zusammen mit Alexander Deeg: Im Wechselschritt zur Kanzel. Praxisbuch Dramaturgische Homiletik. Göttingen 2005.
- Karl May als Ausleger der Bibel. Beobachtungen zur „Old Surehand“-Trilogie. In: Claus Roxin, Helmut Schmiedt u. Hans Wollschläger: Jahrbuch der Karl-May-Gesellschaft. Husum 1998, 305–320.
- Kult um die Bibel und Kultur des Lesens. In: Rudolf Freiburg, Markus May u. Roland Spiller (Hrsg.): Kultbücher. Würzburg 2004, 1–13.
- Living with the Hidden God. The Individual‘s Suffering in Modern Poetry. In: Rudolf Freiburg u. Susanne Gruss (Hrsg.): But Vindicate the Ways of God to Man. Literature and Theodicy. ZAA Studies 20, Tübingen 2004, 441–454.
- Meditation bei Luther. FKDG 34, Göttingen 1984 (2. Aufl. 1991) (= Dissertationsschrift).
- Musikalische Hermeneutik. Hinweis auf das Ereignis in der Schriftauslegung. PTh 80 (1991) 230–238.
- Polyphon lesen. Biblische Spuren in der deutschsprachigen Lyrik nach 1945. LS 55 (2004) 98–103.
- Preaching from Within Homiletische Positionslichter aus Nordamerika. In: PTh 86 (1997) 295–309. (= Antrittsvorlesung)
- Rudolf Bohren, Auslegung und Redekunst. Unter Mitarbeit von Roger Schmidt hg. u. eingeleitet v. Martin Nicol, = edition bohren 3, Waltrop 2005.
- zusammen mit Alexander Deeg u. Tanja Gojny: Vernetzte Texte. Bibel und moderne Lyrik im Wechselspiel. In: PrTh 37 (2002) 298–311.
- Weg im Geheimnis. Plädoyer für den Evangelischen Gottesdienst. Göttingen 2009 (3. Aufl. 2011).